# Pipette

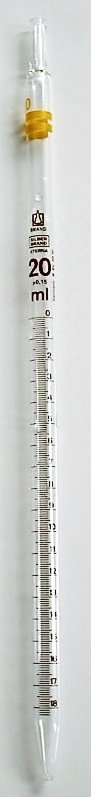
Une pipette graduée de 20 mL.

Une pipette est un outil de laboratoire utilisé en chimie, en biologie pour transporter un volume mesuré de liquide. Les pipettes sont disponibles en plusieurs modèles avec différents niveaux de résolution. Elles peuvent être simples, en plastique ou en verre, à piston. La pipette fonctionne sur le même principe que les pailles : on crée une aspiration dans le tube pour prélever un liquide de manière mécanique ou contrôlée. Les pipettes à piston peuvent être commandées par une électronique permettant d'assurer une délivrance de volume programmée.

## Histoire
Il y a plus d’un siècle, Louis Pasteur invente la pipette en verre pour réduire la contamination lors du transfert d'échantillons. À cette époque, le pipetage à la bouche est le seul moyen pour créer le vide nécessaire au fonctionnement de la pipette. En 1957, Heinrich Schnitger (en) accélère le processus de pipetage en inventant la pipette à piston, via un ressort installé sur la seringue. Les scientifiques peuvent alors aspirer mécaniquement et gagner en efficacité. En 1974, Warren Gilson invente la micropipette à volume réglable, aussi appelée « pipette automatique » bien que manuelle ou encore pipette à piston. Cette pipette peut être réglée sur n’importe quel volume en actionnant une molette qui agit sur un piston, modifiant ainsi la longueur de la colonne d'air à l'intérieur de l'appareil. Son originalité réside dans le fait que, pour éviter toute erreur, le volume sélectionné est affiché sur la pipette (lecture directe).
De nos jours, le type d’analyse, les caractéristiques physiques du liquide (solution aqueuse, composés denses, visqueux, radioactifs, etc.) et le domaine d’utilisation déterminent le choix de la pipette,.

## Pipettes classiques en verre (parfois en plastique)
Une pipette est un outil qui sert à prélever une solution. Elle est en forme de tube plus ou moins fin (pipettes graduées) parfois élargi en son milieu (pipettes jaugées). Elle peut être en plastique ou en verre.
Les volumes prélevés vont de 0,1 mL à 50 mL. Elles sont alors parfois nommées macropipettes.

### Pipette jaugée
La pipette jaugée, dont la contenance est fixe, permet de prélever très précisément un volume donné. La pipette jaugée ne dispose que d'une ou deux graduation(s) qu'on appelle les « traits de jauge » et est reconnue pour sa forme élargie en son milieu. Lorsque le second « trait de jauge » n'existe pas, il suffit de remplir la pipette jusqu'à son trait de jauge puis de la laisser se vider pour considérer que le volume correspondant a été mesuré. Pour une utilisation optimale, la pipette doit bien tenir dans la poire à pipeter et le liquide prélevé ne doit pas dépasser le trait supérieur de la jauge.

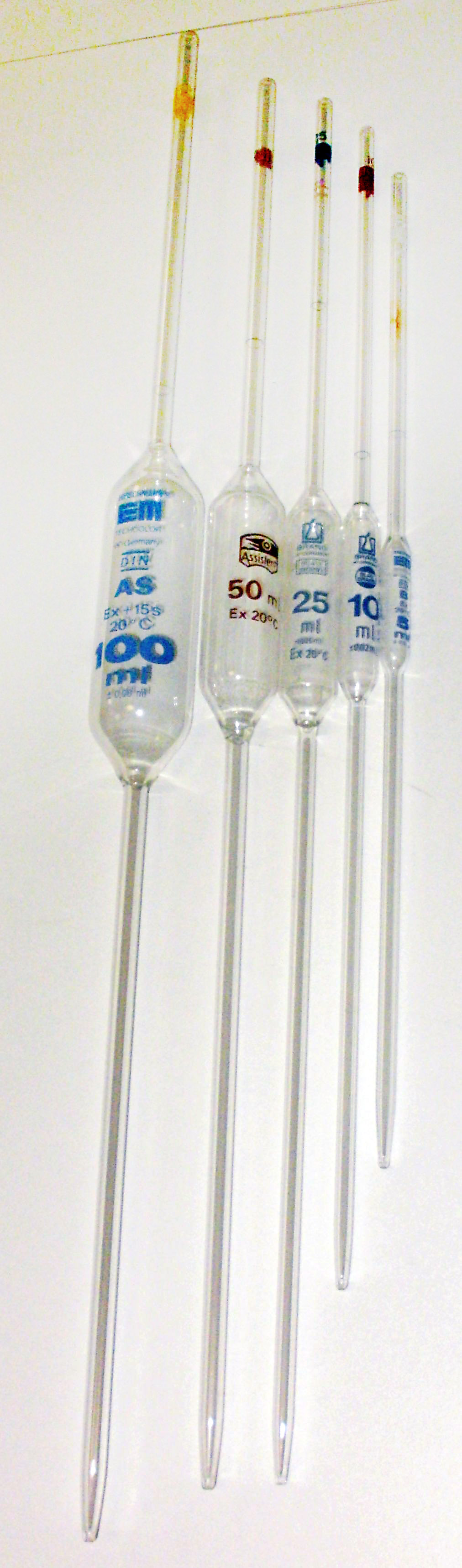
Pipettes jaugées de volumes différents.

### Pipette graduée
Comme son nom l'indique, la pipette graduée dispose des graduations permettant de mesurer le volume prélevé. Ces graduations marquent des sous-unités (ou des portions d'unités). Cependant, la pipette graduée est intrinsèquement moins exacte que la pipette jaugée. L'utilisation de l'une ou de l'autre dépend donc de l'exactitude exigée.

### Informations lues sur une pipette
Plusieurs informations significatives se trouvent sur le corps de la pipette :
- la contenance ;
- la classe : représentant le degré de précision de la verrerie. Le matériel de la classe A est de haute précision, tandis que celui de la classe B est dit de précision courante ;
- la tolérance : qui représente les erreurs absolues commises lors de la mesure du volume ;
- la température d’étalonnage ;
- le type d’étalonnage : noté Ex ou TD pour la verrerie délivrant un volume nominal (pipettes, burettes), ou bien In ou TC pour celle pouvant le contenir (fioles).

### Sécurité
Le pipetage à la bouche est fortement déconseillé sinon interdit car :
- il y a un risque d'avaler le produit prélevé ;
- il y a un risque de transmission de microorganismes entre les utilisateurs, l'extrémité de la pipette placée dans la bouche peut être contaminée ;
- il y a un risque de transmission de produit chimique contaminant la pipette.

Des dispositifs de pipetage assurent alors la sécurité du pipetage. Il s'agit d'une extension placée en amont de la pipette qui contrôle l'aspiration de solution. Le pipeteur est en fait une poire : lors de sa dépression, la solution est aspirée ; lors de sa compression, la solution est libérée (voir Sécurité).
Les pipettes à piston évitent un dispositif de pipetage de mise en œuvre délicate et empêchent tout pipetage à la bouche. L'exactitude du pipetage est probablement meilleure, la répétabilité plus facile et plus rapide.

### Cas de pipettes particulières

#### Pipettes Pasteur utilisées en microbiologie
En microbiologie, on utilise des pipettes Pasteur pour des transferts de liquides sans mesure de volume. Elles sont en verre et bouchées du côté non effilée. Elles sont stérilisées en four Pasteur quand la stérilité est importante. Elles peuvent être remplacées par des pipettes en plastique à usage unique possédant un renflement permettant le pipetage.

#### Pipettes à vin en œnologie
En œnologie, les pipettes à vin sont utilisées pour prélever dans les fûts sans mesure de volume.

### Informations lues sur une pipette
Plusieurs informations significatives se trouvent sur le corps de la pipette :
- la contenance ;
- la classe : représentant le degré de précision de la verrerie. Le matériel de la classe A est de haute précision, tandis que celui de la classe B est dit de précision courante ;
- la tolérance : qui représente les erreurs absolues commises lors de la mesure du volume ;
- la température d’étalonnage ;
- le type d’étalonnage : noté Ex ou TD pour la verrerie délivrant un volume nominal (pipettes, burettes), ou bien In ou TC pour celle pouvant le contenir (fioles)[3].

## Pipettes à piston (ou micropipettes)
Dans toutes les disciplines biologiques (immunologie, hématologie, microbiologie et en biologie moléculaire) et chimiques (chimie analytique), sont utilisées avant tout des pipettes à piston avec des cônes adaptés, éventuellement stériles.
Les volumes prélevés vont de 0,1 µL à 5 000 µL (5 mL) mais la plupart du temps moins de 1 mL (1 000 µL). Elles sont alors parfois nommées micropipettes.
Certaines pipettes à piston, dites électroniques, facilitent les transferts par leur programmation. Il est possible alors de délivrer un même volume dans plusieurs tubes ou puits de microplaque.

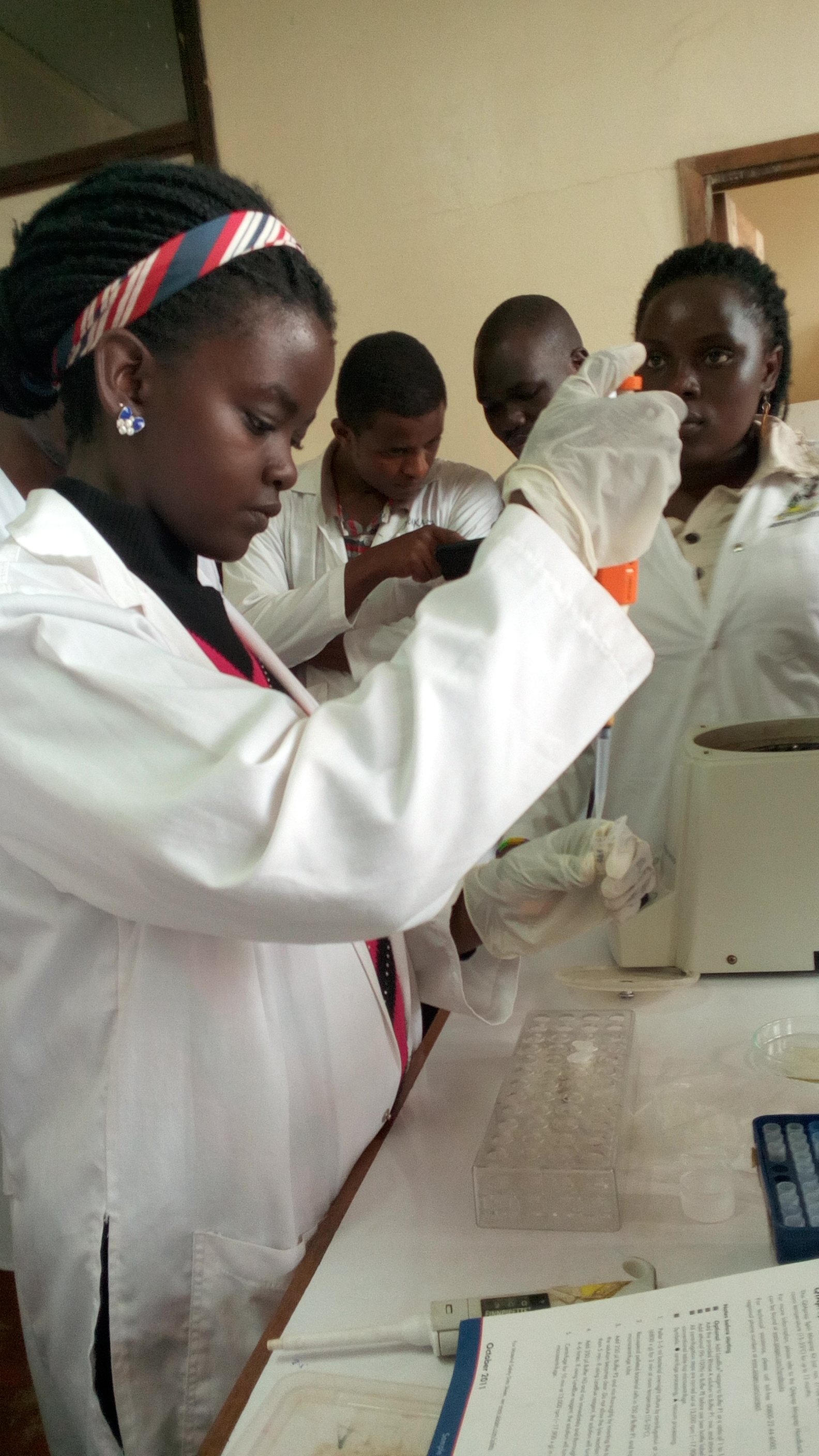
Laborantine utilisant une pipette.
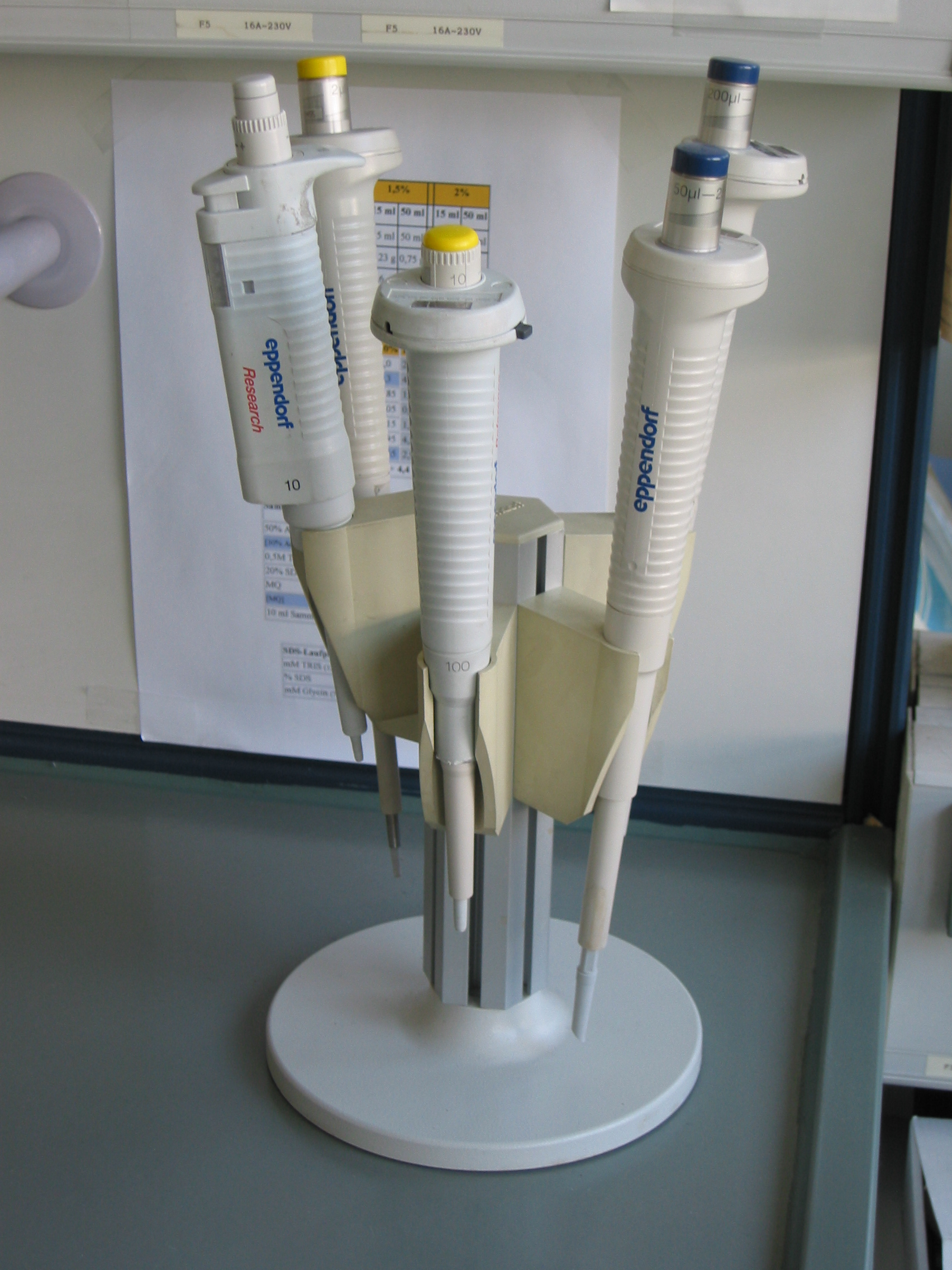
Cinq pipettes à piston sur un support circulaire.
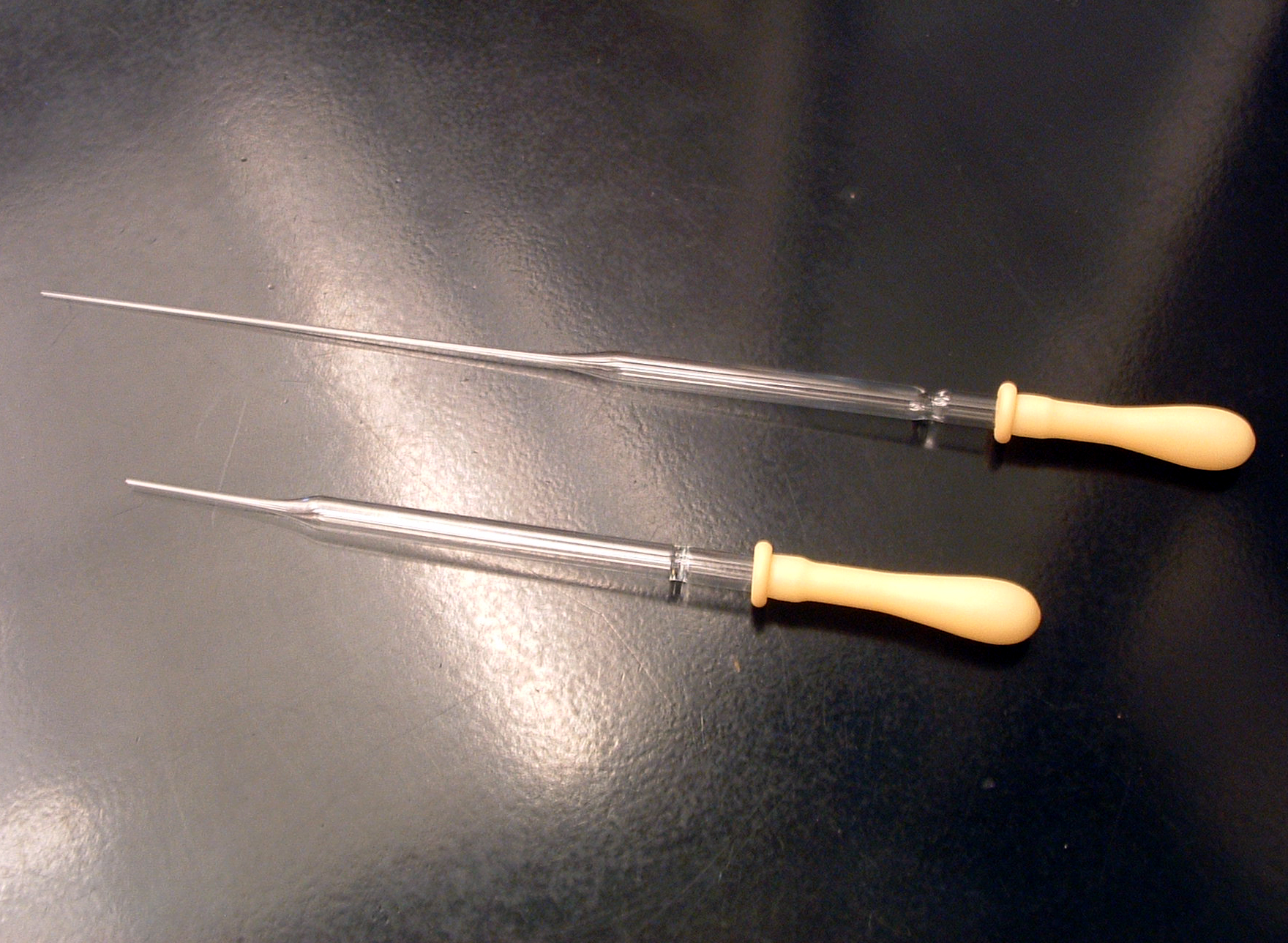
Pipettes Pasteur avec un embout permettant de prélever un liquide.
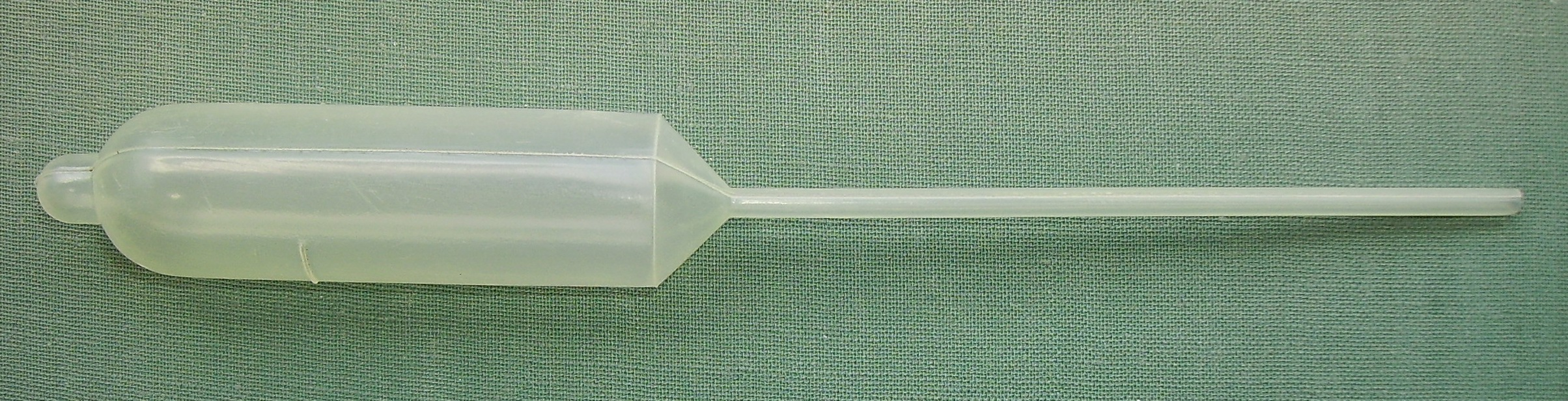
Pipette de transfert.

## Sécurité
Les poires en caoutchouc évitent le pipetage à la bouche. Ce dernier est aujourd'hui strictement interdit quelle que soit la solution utilisée. En effet, des risques de transmission de microorganismes entre les utilisateurs sont possibles, l'extrémité de la pipette placée dans la bouche peut être contaminée (microbiologiquement ou chimiquement) et la solution pipetée peut être dangereuse. L'usage d'une poire d'aspiration souvent appelée propipette (nom de marque) ou d'un pipeteur est obligatoire pour la sécurisation du prélèvement (l'utilisateur ne met pas la bouche directement au contact de la pipette) : il s'agit d'une extension placée en amont de la pipette qui contrôle l'aspiration de solution. Le pipeteur est en réalité une poire : lors de sa dépression, la solution est aspirée ; lors de sa compression, la solution est libérée.
Comme précisé précédemment, les pipettes à piston offrent une meilleure sécurité d'utilisation.

Différents types de pipeteurs
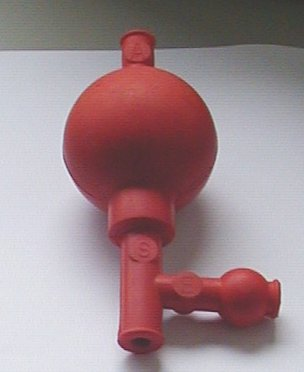
Une propipette, ou poire en caoutchouc, utilisée dans un laboratoire de chimie.
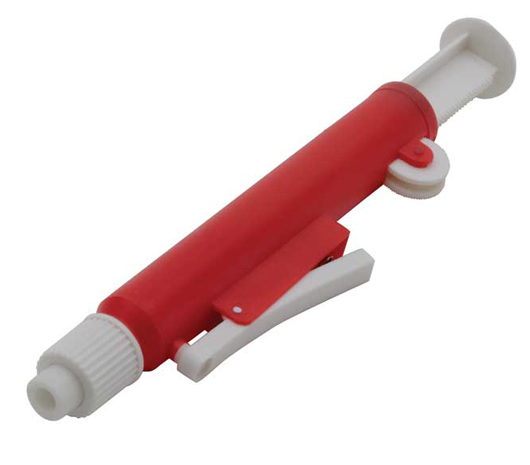
Pipeteur.
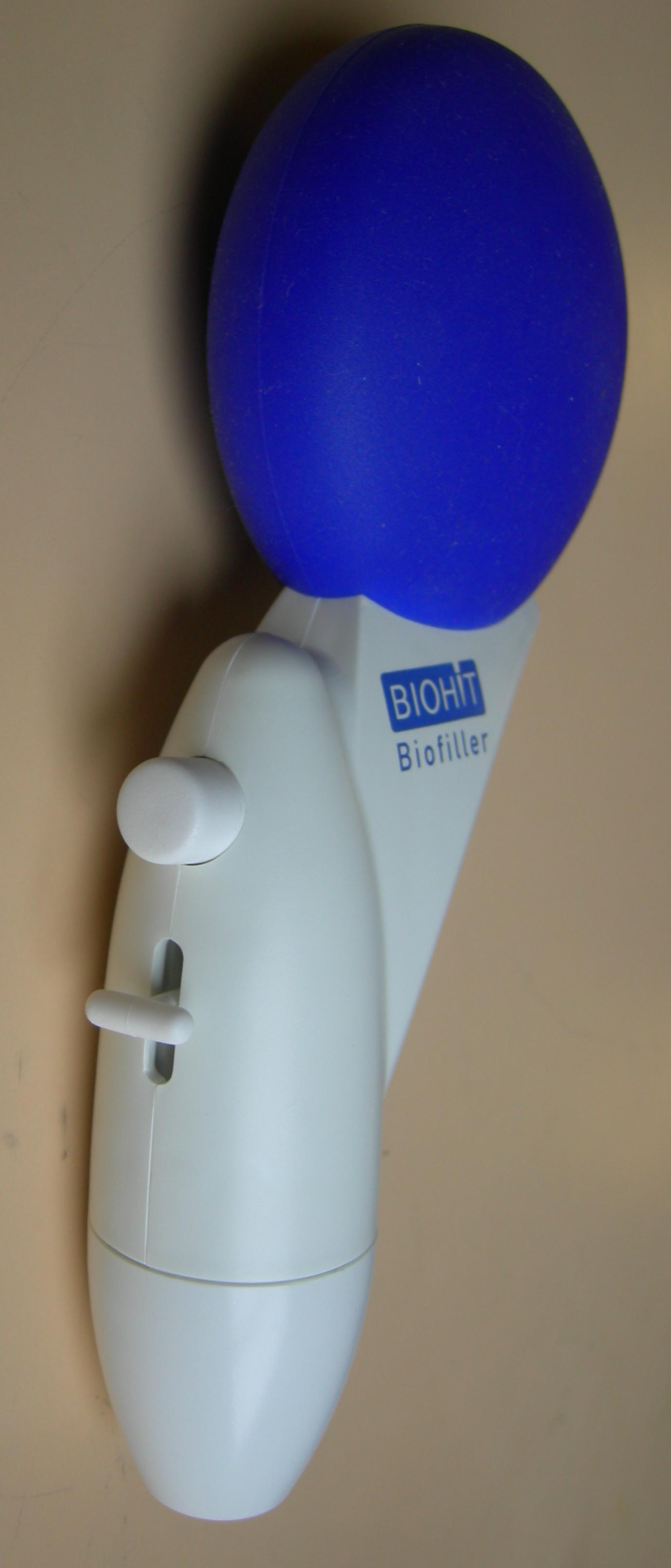
Pipeteur de laboratoire.
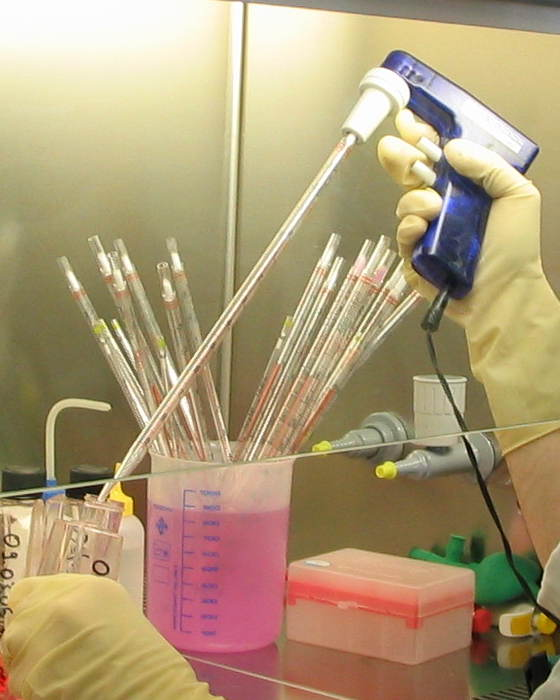
Pipeteur de laboratoire : pompe électrique à boutons pour aspirer et pour délivrer.

## Informatique
Par métonymie de la pipette du monde physique, les logiciels de retouche d'image comme GIMP, et en particulier ceux destinés à la peinture numérique comme Krita, utilisent le terme de pipette pour désigner un outil (numérique) qui permet de récupérer la couleur d'un pixel, et la répliquer pour l'utiliser avec les outils comme les brosses.

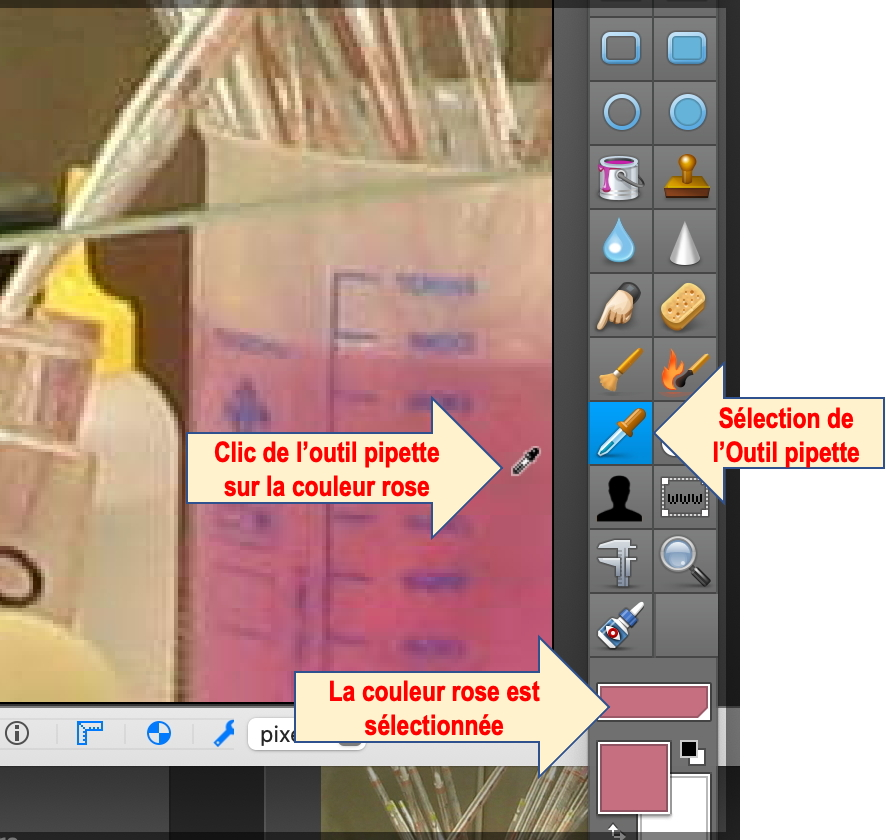
Outil pipette en action